# Ligne nouvelle Nice - Italie
La ligne nouvelle Nice-Italie est un projet de ligne nouvelle, pouvant être à grande vitesse, reliant essentiellement Nice à Gênes en Italie.

## Présentation
Elle fait l'objet d'une saisine de la Commission nationale du débat public le 31 août 2011. Considérant que l’opportunité du projet a déjà été débattue à l’occasion du débat public sur le projet de LGV Provence-Alpes-Côte d'Azur, qui s’est tenu en 2005, la Commission nationale a décidé de ne pas organiser de débat public sur ce projet. En revanche elle a recommandé à SNCF Réseau d’ouvrir une concertation menée sous l’égide d’une personnalité indépendante, Philippe Marzolf. Cette concertation fera l’objet d’un compte rendu qui sera rendu public et joint au dossier d’enquête publique.
La maîtrise d’œuvre du projet incombe à  RFF. Il consiste en la création de voies ferroviaires supplémentaires sur un linéaire d'une trentaine de kilomètres entre Nice et l'Italie. Trois scénarios ont été étudiés, pour un coût estimé variant de 1,5 milliard d’€ à 5,2 milliards d’€. Le premier scénario prévoit la création d’une voie nouvelle, avec traversée de Nice sur ligne existante ou en tunnel filant. Le second scénario envisage le réaménagement de la ligne existante en doublant le nombre de voies et le troisième panache les deux scénarios précédents,.